# Pallacanestro 3x3 femminile ai Giochi mondiali sulla spiaggia 2019
Le competizioni di pallacanestro 3x3 femminile ai Giochi mondiali sulla spiaggia 2019 si sono svolte dal 13 al 16 ottobre 2019 presso la spiaggia di Katara, a Doha. Vi hanno partecipato 16 squadre under-23, suddivise in quattro gironi da quattro squadre, e le prime due classificate di ciascun girone hanno avuto accesso alla fase ad eliminazione diretta. La Francia ha vinto la medaglia d'oro sconfiggendo in finale i Paesi Bassi 15-9, mentre la medaglia di bronzo è andata alla Cina.

## Calendario
La fase a gironi si è disputata dal 13 al il 15 ottobre. Il 16 ottobre si è svolta la fase ad eliminazione diretta culminata con le finali che hanno assegnato le medaglie.
| ● | Finali |

| Ottobre |    |    |    |    |    |
| 11      | 12 | 13 | 14 | 15 | 16 |
|         |    | ●  | ●  | ●  | 1  |

## Squadre partecipanti
| Squadra         | Qualificazione                  | Ultima partecipazione |
| --------------- | ------------------------------- | --------------------- |
| Argentina       | Ranking mondiale quota Americhe | -                     |
| Brasile         | Ranking mondiale quota Americhe | -                     |
| Cina            | Ranking mondiale quota Asia     | -                     |
| Francia         | Ranking mondiale quota Europa   | -                     |
| Giordania       | Ranking mondiale quota Asia     | -                     |
| Indonesia       | Ranking mondiale quota Asia     | -                     |
| Madagascar      | Ranking mondiale quota Africa   | -                     |
| Mali            | Ranking mondiale quota Africa   | -                     |
| Mongolia        | Ranking mondiale quota Asia     | -                     |
| Paesi Bassi     | Ranking mondiale quota Europa   | -                     |
| Rep. Dominicana | Ranking mondiale quota Americhe | -                     |
| Russia          | Ranking mondiale quota Europa   | -                     |
| Stati Uniti     | Ranking mondiale quota Americhe | -                     |
| Togo            | Ranking mondiale quota Africa   | -                     |
| Ucraina         | Ranking mondiale quota Europa   | -                     |
| Uganda          | Ranking mondiale quota Africa   | -                     |

## Fase a gironi

### Girone A
| Squadra         | V - P | Pf - Ps | +/- |
| --------------- | ----- | ------- | --- |
| Stati Uniti     | 3 - 0 | 66 - 12 | +54 |
| Russia          | 2 - 1 | 38 - 39 | -1  |
| Giordania       | 1 - 2 | 23 - 48 | -25 |
| Rep. Dominicana | 0 - 3 | 25 - 53 | -28 |

| 13 ottobre 2019 Spiaggia di Katara, Doha | Russia      | 16 - 7  | Giordania       |
| 13 ottobre 2019 Spiaggia di Katara, Doha | Stati Uniti | 22 - 5  | Rep. Dominicana |
| 13 ottobre 2019 Spiaggia di Katara, Doha | Russia      | 19 - 10 | Rep. Dominicana |
| 13 ottobre 2019 Spiaggia di Katara, Doha | Stati Uniti | 22 - 4  | Giordania       |
| 15 ottobre 2019 Spiaggia di Katara, Doha | Stati Uniti | 22 - 3  | Russia          |
| 15 ottobre 2019 Spiaggia di Katara, Doha | Giordania   | 12 - 10 | Rep. Dominicana |

### Girone B
| Squadra   | V - P | Pf - Ps | +/- |
| --------- | ----- | ------- | --- |
| Cina      | 3 - 0 | 64 - 20 | +44 |
| Uganda    | 2 - 1 | 38 - 33 | +5  |
| Indonesia | 1 - 2 | 35 - 40 | -5  |
| Togo      | 0 - 3 | 14 - 58 | -44 |

| 14 ottobre 2019 Spiaggia di Katara, Doha | Cina      | 21 - 4  | Togo   |
| 14 ottobre 2019 Spiaggia di Katara, Doha | Indonesia | 8 - 12  | Uganda |
| 14 ottobre 2019 Spiaggia di Katara, Doha | Cina      | 22 - 6  | Uganda |
| 14 ottobre 2019 Spiaggia di Katara, Doha | Indonesia | 17 - 7  | Togo   |
| 15 ottobre 2019 Spiaggia di Katara, Doha | Indonesia | 10 - 21 | Cina   |
| 15 ottobre 2019 Spiaggia di Katara, Doha | Togo      | 3 - 20  | Uganda |

### Girone C
| Squadra     | V - P | Pf - Ps | +/- |
| ----------- | ----- | ------- | --- |
| Paesi Bassi | 3 - 0 | 54 - 19 | +35 |
| Brasile     | 2 - 1 | 53 - 35 | +18 |
| Madagascar  | 1 - 2 | 23 - 48 | -25 |
| Mongolia    | 0 - 3 | 25 - 53 | -28 |

| 13 ottobre 2019 Spiaggia di Katara, Doha | Mongolia    | 10 - 11 | Madagascar |
| 13 ottobre 2019 Spiaggia di Katara, Doha | Paesi Bassi | 16 - 11 | Brasile    |
| 13 ottobre 2019 Spiaggia di Katara, Doha | Mongolia    | 10 - 21 | Brasile    |
| 13 ottobre 2019 Spiaggia di Katara, Doha | Paesi Bassi | 17 - 3  | Madagascar |
| 15 ottobre 2019 Spiaggia di Katara, Doha | Paesi Bassi | 21 - 5  | Mongolia   |
| 15 ottobre 2019 Spiaggia di Katara, Doha | Madagascar  | 9 - 21  | Brasile    |

### Girone D
| Squadra   | V - P | Pf - Ps | +/- |
| --------- | ----- | ------- | --- |
| Francia   | 3 - 0 | 50 - 32 | +18 |
| Mali      | 2 - 1 | 50 - 50 | 0   |
| Ucraina   | 1 - 2 | 46 - 47 | -1  |
| Argentina | 0 - 3 | 42 - 59 | -17 |

| 14 ottobre 2019 Spiaggia di Katara, Doha | Ucraina | 15 - 17 | Mali      |
| 14 ottobre 2019 Spiaggia di Katara, Doha | Francia | 17 - 10 | Argentina |
| 14 ottobre 2019 Spiaggia di Katara, Doha | Ucraina | 21 - 15 | Argentina |
| 14 ottobre 2019 Spiaggia di Katara, Doha | Francia | 18 - 12 | Mali      |
| 15 ottobre 2019 Spiaggia di Katara, Doha | Francia | 15 - 10 | Ucraina   |
| 15 ottobre 2019 Spiaggia di Katara, Doha | Mali    | 21 - 17 | Argentina |

## Fase a eliminazione diretta

### Tabellone
|  | Quarti          | Quarti          |                 |      | Semifinali         | Semifinali         |  |  | Finale 1º/2º posto | Finale 1º/2º posto |
|  |                 |                 |                 |      |                    |                    |  |  |                    |                    |
|  | 16 ottobre 2019 |                 |                 |      |                    |                    |  |  |                    |                    |
|  |                 |                 |                 |      |                    |                    |  |  |                    |                    |
|  | Stati Uniti     | 12              |                 |      |                    |                    |  |  |                    |                    |
|  | Stati Uniti     | 12              | 16 ottobre 2019 |      |                    |                    |  |  |                    |                    |
|  | Brasile         | 14              |                 |      |                    |                    |  |  |                    |                    |
|  | Brasile         | 14              | Brasile         | 8    |                    |                    |  |  |                    |                    |
|  | 16 ottobre 2019 |                 | Brasile         | 8    |                    |                    |  |  |                    |                    |
|  |                 | Francia         | 13              |      |                    |                    |  |  |                    |                    |
|  | Francia         | Francia         | 13              | 20   |                    |                    |  |  |                    |                    |
|  | Francia         |                 | 16 ottobre 2019 | 20   |                    |                    |  |  |                    |                    |
|  | Uganda          | 14              |                 |      |                    |                    |  |  |                    |                    |
|  | Uganda          | 14              | Francia         | 15   |                    |                    |  |  |                    |                    |
|  | 16 ottobre 2019 |                 | Francia         | 15   |                    |                    |  |  |                    |                    |
|  |                 | Paesi Bassi     | 9               |      |                    |                    |  |  |                    |                    |
|  | Cina            | Paesi Bassi     | 9               | 14   |                    |                    |  |  |                    |                    |
|  | Cina            | 16 ottobre 2019 |                 | 14   |                    |                    |  |  |                    |                    |
|  | Mali            | 9               |                 |      |                    |                    |  |  |                    |                    |
|  | Mali            | 9               | Cina            | 15   | Finale 3º/4º posto | Finale 3º/4º posto |  |  |                    |                    |
|  | 16 ottobre 2019 |                 | Cina            | 15   | Finale 3º/4º posto | Finale 3º/4º posto |  |  |                    |                    |
|  |                 | Paesi Bassi     | 16              |      |                    |                    |  |  |                    |                    |
|  | Paesi Bassi     | Paesi Bassi     | 16              | 11   | Brasile            | 13                 |  |  |                    |                    |
|  | Paesi Bassi     |                 |                 | 11   | Brasile            | 13                 |  |  |                    |                    |
|  | Russia          | 10              |                 | Cina | 17                 |                    |  |  |                    |                    |
|  | Russia          | 10              |                 |      | 17                 |                    |  |  |                    |                    |
|  |                 |                 |                 |      |                    |                    |  |  | 16 ottobre 2019    |                    |
|  |                 |                 |                 |      |                    |                    |  |  |                    |                    |

### Quarti di finale
| 14 ottobre 2019 Spiaggia di Katara, Doha | Stati Uniti | 12 - 14 | Brasile |
| 14 ottobre 2019 Spiaggia di Katara, Doha | Francia     | 20 - 14 | Uganda  |
| 14 ottobre 2019 Spiaggia di Katara, Doha | Cina        | 14 - 9  | Mali    |
| 14 ottobre 2019 Spiaggia di Katara, Doha | Paesi Bassi | 11 - 10 | Russia  |

### Semifinali
| 14 ottobre 2019 Spiaggia di Katara, Doha | Brasile | 8 - 13  | Francia     |
| 14 ottobre 2019 Spiaggia di Katara, Doha | Cina    | 15 - 16 | Paesi Bassi |

### Finale 3º posto
| 14 ottobre 2019 Spiaggia di Katara, Doha | Brasile | 13 - 17 | Cina |

### Finale
| 14 ottobre 2019 Spiaggia di Katara, Doha | Francia | 15 - 9 | Paesi Bassi |

## Podio

### Campione
Formazione: Marie-Paule Foppossi, Johanna Muzet, Diaba Konaté, Maëva Djaldi-Tabdi.

### Secondo posto
Formazione: Charlotte van Kleef, Myrthe den Heeten, Esther Fokke, Fleur Kuijt.

### Terzo posto
Formazione: Wang Haimei, Pan Xuemei, Zhang Lingge, Ha Wenxi.